# Cléry-sur-Somme
Cléry-sur-Somme és un municipi francès situat al departament del Somme i a la regió dels Alts de França. L'any 2007 tenia 531 habitants.

## Demografia

### Població
El 2007 la població de fet de Cléry-sur-Somme era de 531 persones. Hi havia 206 famílies de les quals 56 eren unipersonals (24 homes vivint sols i 32 dones vivint soles), 63 parelles sense fills, 75 parelles amb fills i 12 famílies monoparentals amb fills.
La població ha evolucionat segons el següent gràfic:
Habitants censats

### Habitatges

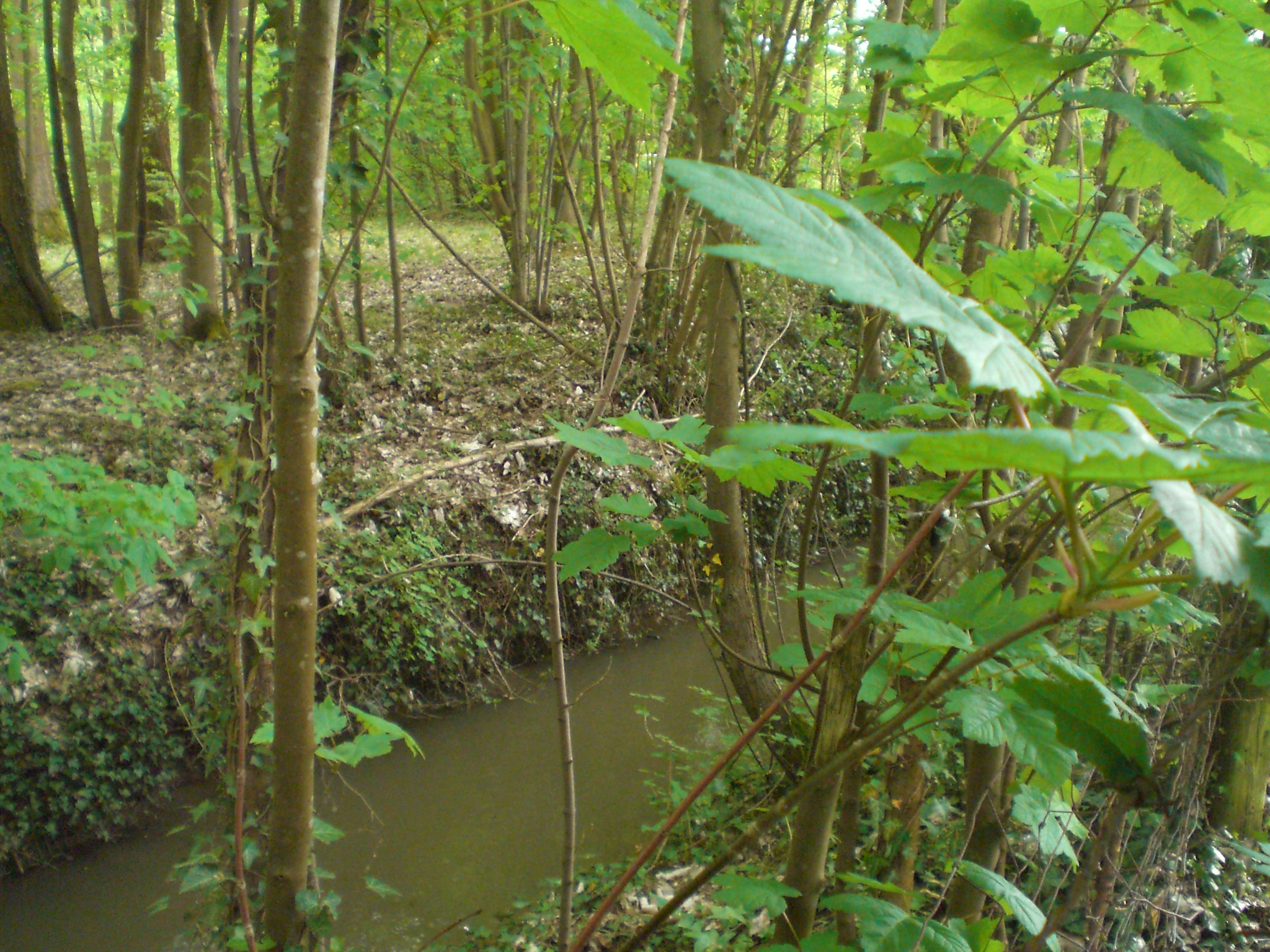

El 2007 hi havia 252 habitatges, 216 eren l'habitatge principal de la família, 13 eren segones residències i 23 estaven desocupats. 244 eren cases i 4 eren apartaments. Dels 216 habitatges principals, 178 estaven ocupats pels seus propietaris, 29 estaven llogats i ocupats pels llogaters i 9 estaven cedits a títol gratuït; 5 tenien dues cambres, 27 en tenien tres, 60 en tenien quatre i 124 en tenien cinc o més. 163 habitatges disposaven pel capbaix d'una plaça de pàrquing. A 92 habitatges hi havia un automòbil i a 102 n'hi havia dos o més.

### Piràmide de població
La piràmide de població per edats i sexe el 2009 era:
| Homes | Edats   | Dones |
| ----- | ------- | ----- |
| 0     | 95 o +  | 0     |
| 4     | 90 a 94 | 4     |
| 0     | 85 a 89 | 8     |
| 4     | 80 a 84 | 8     |
| 4     | 75 a 79 | 12    |
| 4     | 70 a 74 | 8     |
| 24    | 65 a 69 | 4     |
| 8     | 60 a 64 | 12    |
| 32    | 55 a 59 | 16    |
| 24    | 50 a 54 | 16    |
| 16    | 45 a 49 | 20    |
| 12    | 40 a 44 | 20    |
| 20    | 35 a 39 | 16    |
| 12    | 30 a 34 | 32    |
| 28    | 25 a 29 | 8     |
| 4     | 20 a 24 | 4     |
| 20    | 15 a 19 | 20    |
| 20    | 10 a 14 | 16    |
| 16    | 5 a 9   | 24    |
| 20    | 0 a 4   | 8     |

## Economia
El 2007 la població en edat de treballar era de 331 persones, 237 eren actives i 94 eren inactives. De les 237 persones actives 207 estaven ocupades (120 homes i 87 dones) i 30 estaven aturades (13 homes i 17 dones). De les 94 persones inactives 38 estaven jubilades, 24 estaven estudiant i 32 estaven classificades com a «altres inactius».

### Ingressos
El 2009 a Cléry-sur-Somme hi havia 222 unitats fiscals que integraven 564,5 persones, la mediana anual d'ingressos fiscals per persona era de 15.684 €.

### Activitats econòmiques
Dels 18 establiments que hi havia el 2007, 4 eren d'empreses de construcció, 4 d'empreses de comerç i reparació d'automòbils, 2 d'empreses de transport, 2 d'empreses d'hostatgeria i restauració, 1 d'una empresa de serveis, 2 d'entitats de l'administració pública i 3 d'empreses classificades com a «altres activitats de serveis».
Dels 8 establiments de servei als particulars que hi havia el 2009, 1 era una oficina de correu, 1 fusteria, 2 lampisteries, 1 electricista, 2 perruqueries i 1 restaurant.
L'any 2000 a Cléry-sur-Somme hi havia 7 explotacions agrícoles.

## Equipaments sanitaris i escolars
El 2009 hi havia una escola elemental.

## Poblacions més properes
El següent diagrama mostra les poblacions més properes.